# Asociación Deportiva Turrialba
L'Asociación Deportiva Turrialba és un club costa-riqueny de futbol de la ciutat de Turrialba.
Fundat el 1940, la major part de la seva història la ha passant ascendint i descendint entre la primera i segones divisions.
Ha rebut les següents denominacions: Turrialba FC, Asociación Deportiva Turrialba i Municipal Turrialba.

## Palmarès
- Segona Divisió:[5]
  - 1964, 1969, 1972, 1974